# Surtees TS16
Der Surtees TS16 ist ein Formel-1-Rennwagen, den John Surtees 1974 für sein Team Surtees Racing Organisation entwickelte.
Die Chassis wurden vom Beginn der Saison 1974 bis Mitte 1975 bei Werks- und Kundenteams sowie letztmals in der Saison 1976 vom Kundenteam Shellsport/Whiting eingesetzt. Alle Fahrzeuge wurden von einem Ford-Cosworth-DFV-Motor angetrieben.

## Geschichte
Bereits zum ersten Rennen der Formel-1-Saison 1974 in Argentinien war der TS16 einsatzbereit. Jochen Mass startete vom Rang 18, Carlos Pace von Startplatz 11. Mit technischen Problemen mussten beide Fahrer allerdings das Rennen vorzeitig beenden. Das war bereits eine Vorankündigung für die großen Zuverlässigkeitsprobleme, die die Surtees-Fahrer über die Saison plagten. Das Team war finanziell schwach aufgestellt und daher nicht in der Lage, seine Fahrzeuge auf einem hohen Niveau zu betreiben und zu warten. Beim nächsten Rennen, dem Großen Preis von Brasilien, erzielte Pace als Vierter die drei ersten und einzigen Punkte in der Renngeschichte des TS16, war aber danach wie sein Teamkollege Mass hoffnungslos unterlegen. Nach dem Großen Preis von Schweden verließ Pace schließlich frustriert das Team und wechselte zu Brabham. Mass trat vier Rennen später aus, pausierte zunächst und wurde dann von McLaren Racing engagiert. Nach dem Weggang beider Stammfahrer verpflichtete John Surtees größtenteils Nachwuchs- sowie Paydriver auf Rennbasis. Der zu vereinzelten Rennen gemeldete José Dolhem scheiterte aber größtenteils an der Qualifikation, ebenso wie Derek Bell und Jean-Pierre Jabouille. Das Kundenteam AAW Finland leaste zudem über die Saison einen Surtees für Leo Kinnunen, der sich mit dem strukturell wie technisch stark abgenutzten Wagen zu sechs Rennen meldete, aber nur in Schweden zum Rennen zugelassen wurde. Er fiel früh aus. Dieter Quester gelang beim Großen Preis von Österreich ein neunter Platz, was das zweitbeste Ergebnis im Einsatzzeitraum des TS16 markierte. Für die nordamerikanischen Läufe am Saisonende in Kanada und den USA kam Helmut Koinigg zu seinen ersten Formel-1-Rennen. Der ursprünglich für zwei Jahre verpflichtete Österreicher verunglückte aber bei seinem zweiten Rennen in Watkins Glen tödlich. Am Saisonende erreichte Surtees mit drei Punkten den elften Platz in der Konstrukteursmeisterschaft. 
Für die Formel-1-Saison 1975 beschränkte sich Surtees auf den Rennbetrieb mit einem Fahrzeug. John Watson wurde als neuer Fahrer verpflichtet. Die Zuverlässigkeit des TS16 konnte verbessert werden und Watson erreichte immer wieder Platzierungen unter den ersten Zehn. Trotzdem blieben Punkte für das Team in unerreichbarer Entfernung. Besonders war aber der Große Preis von Spanien, der durch den schweren Unfall von Rolf Stommelen überschattet und letztendlich abgebrochen wurde. Watson war bedingt durch viele vor ihm ausfallende Fahrer hinter Mario Andretti bis auf den zweiten Rang vorgefahren. Andretti schied später aus, wodurch Watson, der aufgrund von Vibrationen am Wagen einen ungeplanten Boxenstopp einlegen musste und letztendlich auf den achten Rang zurückfiel, eine realistische Chance auf den Sieg gehabt hätte. Beim Großen Preis von Großbritannien startete in einem zweiten Surtees einmalig Dave Morgan, der aber im einsetzenden Regen von der Strecke abkam und verunfallte. Nach diesem Rennen begann Surtees seine Aktivitäten zunächst herunterzufahren und erschien nur noch zum Großen Preis von Österreich, den Watson als Zehnter beendete. Surtees wurde ohne Punkte in der Konstrukteursmeisterschaft nicht klassifiziert. 
1976 stand bereits der Nachfolger Surtees TS19 zur Verfügung, weswegen die TS16 im Werksteam ausgemustert wurden. In Großbritannien meldete Shellsport/Whiting für Divina Galica letztmals einen privaten TS16, der Fahrerin gelang die Qualifikation aber nicht. Danach erschien der Wagen zu keinen Formel-1-Rennen mehr.

## Technik
Der Surtees TS16 wurde als Nachfolger für den Surtees TS14 entwickelt und basierte in Teilen auf dessen Konstruktion. John Surtees ließ sich von zeitgenössischen Designs inspirieren; der TS16 verfügte über keine großen Innovationen. Die allgemeinen Linien des Fahrzeuges waren kantig, nur wenig ging geschwungen ineinander über. Das Kühlsystem für den Mittelmotor wurde in die langgezogenen Seitenkästen eingebaut. Insgesamt wurden im Surtees-Werk in Edenbridge fünf TS16 gebaut.
Für die Motorisierung kam der Ford-Cosworth-DFV-Motor zum Einsatz, eine im Ursprung bereits 14 Jahre alte Konstruktion. 1966 hatte Ford im Gegenzug für die Namensnennung Cosworth £ 100.000 für die Entwicklung und Produktion dieses 3-Liter-Formel-1-Motors zur Verfügung gestellt, war aber sonst nicht weiter beteiligt. Der Motor war als tragendes Teil in einen Gitterrohrrahmen einbezogen. Die Antriebskraft wurde über ein Hewland-Getriebe an die Hinterräder übertragen. Das Benzin wurde von FINA geliefert. Reifenlieferant war zunächst Firestone; nach dem Rückzug des Herstellers aus der Formel 1 Ende 1974 wechselte Surtees zu Goodyear.

## Lackierung und Sponsoring
Zwischen 1974 und 1986 wurden die TS16 von mehreren Teams mit jeweils eigenen Lackierungen eingesetzt:
Das Werksteam lackierte die Fahrzeuge in der Saison 1974 in der Grundfarbe Weiß mit roter Fahrzeugoberseite und schwarzen Spoilern. Hauptsponsor waren Bang & Olufsen, Nebensponsoren Matchbox und TAG Heuer. 1975 wurden die TS16 dagegen in blau-gelb lackiert; als Sponsor verblieb nur Matchbox. 
Das Kundenteam AAW Finland (auch AAW Racing Team) erschien in Gold mit einem breiten schwarzen Streifen in der Fahrzeugmitte. Mit der Zigarettenmarke COLT und dem Elektronikhersteller Salora hatte das Team finnische Hauptsponsoren.
Der TS16 von Shellsport/Whiting wurde dem Corporate Design des Hauptsponsors Shell entsprechend in gelb lackiert.

## Galerie

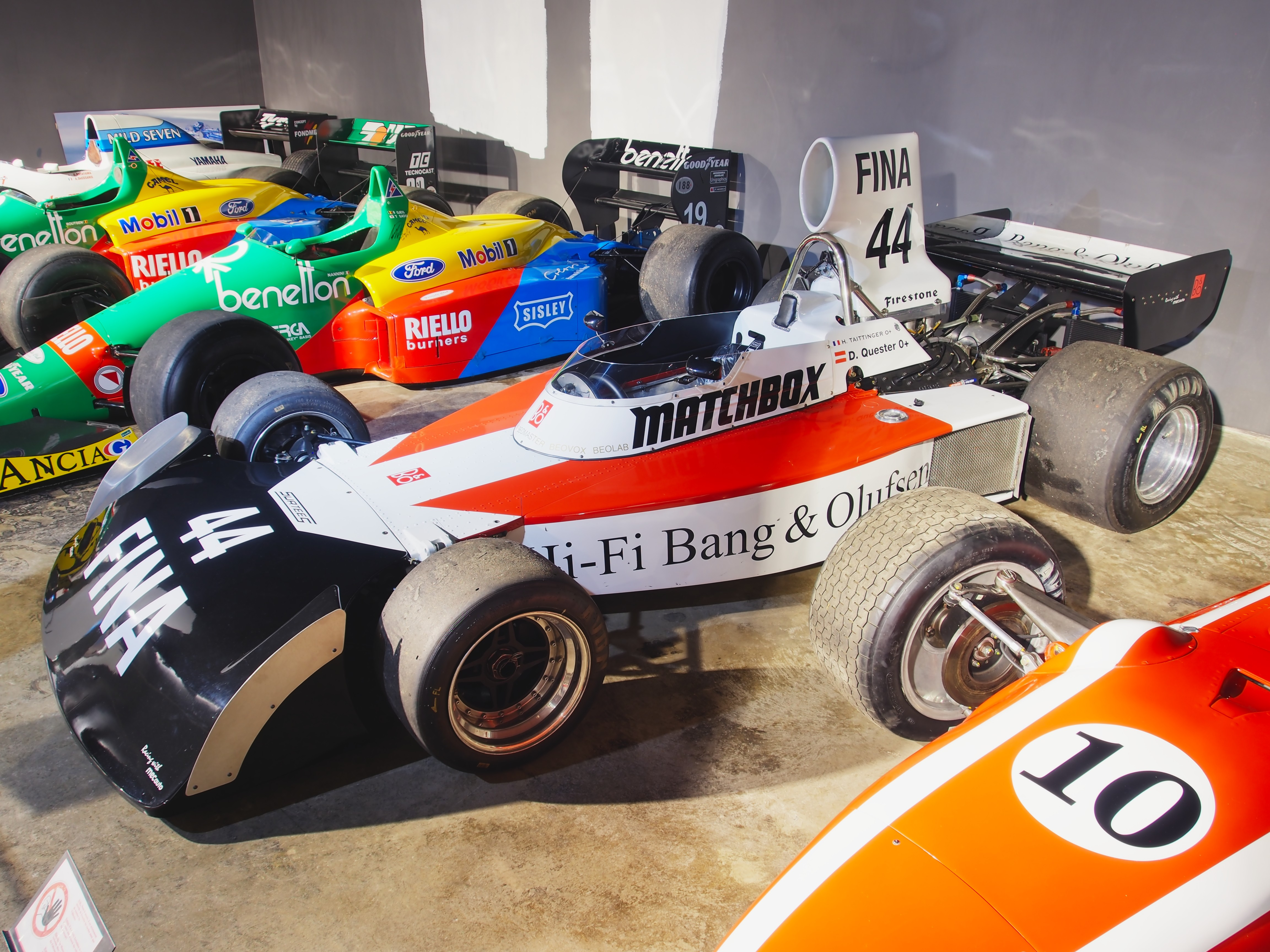
Optik von 1974
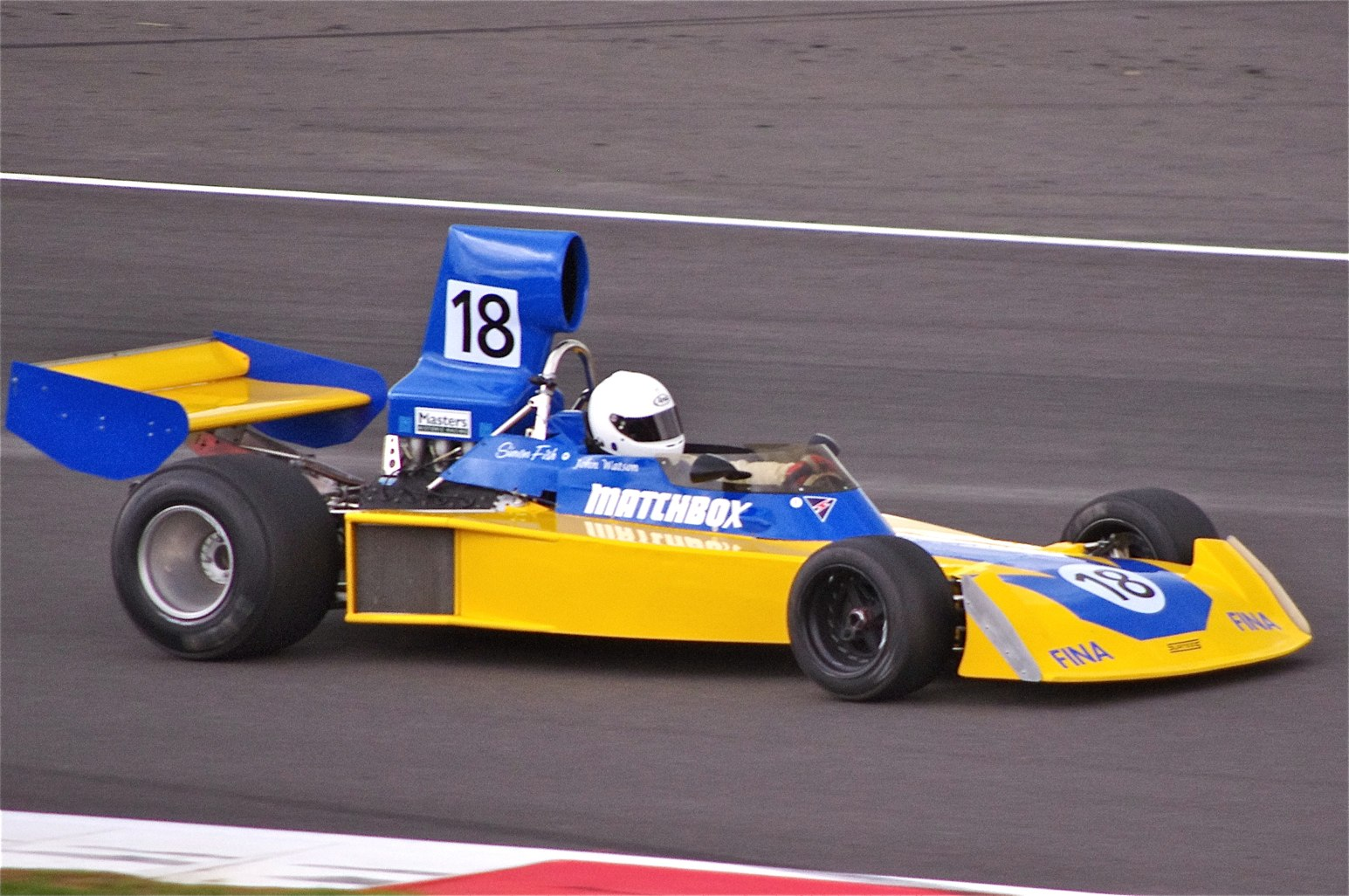
Optik von 1975
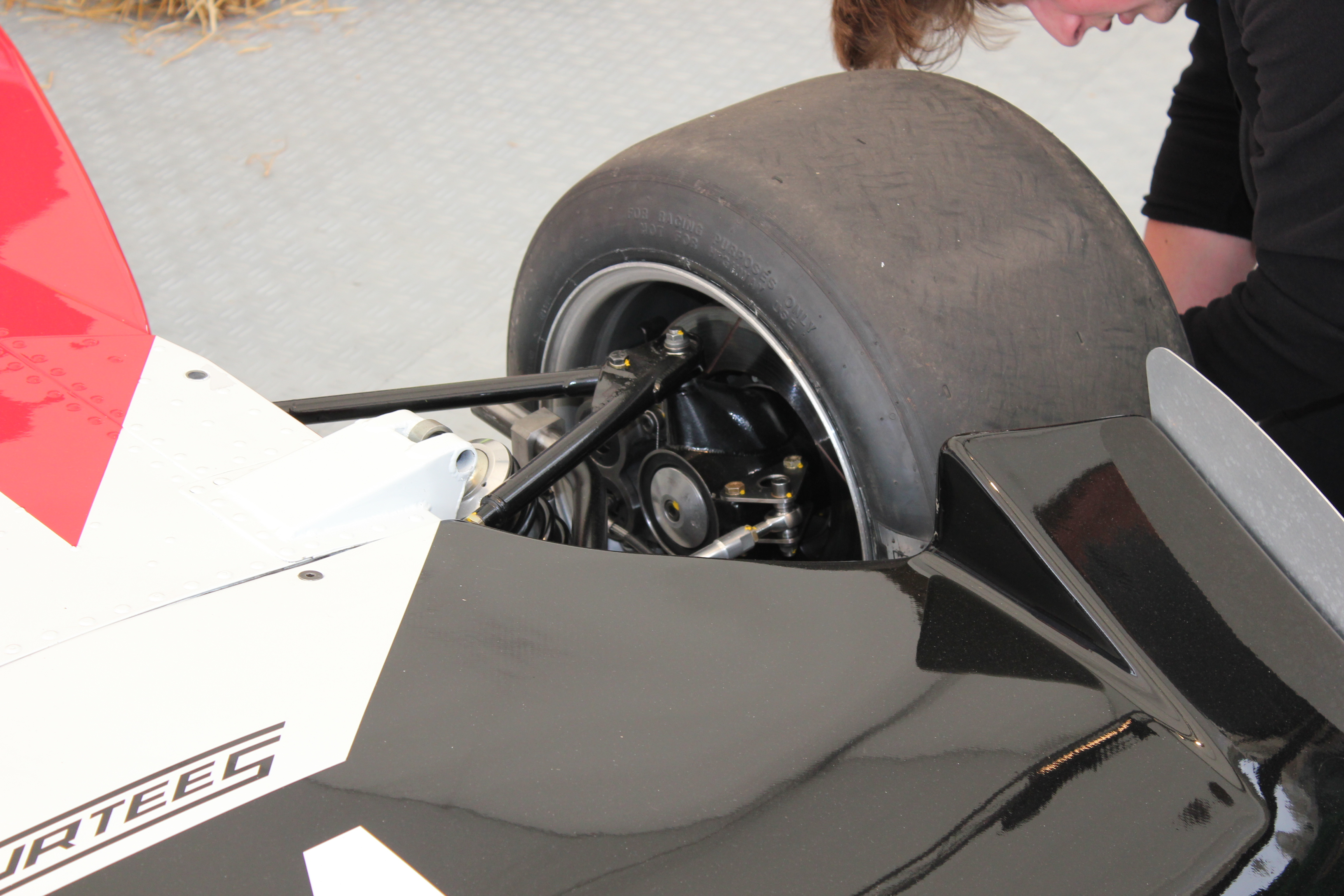
Blick auf die Vorderradaufhängung
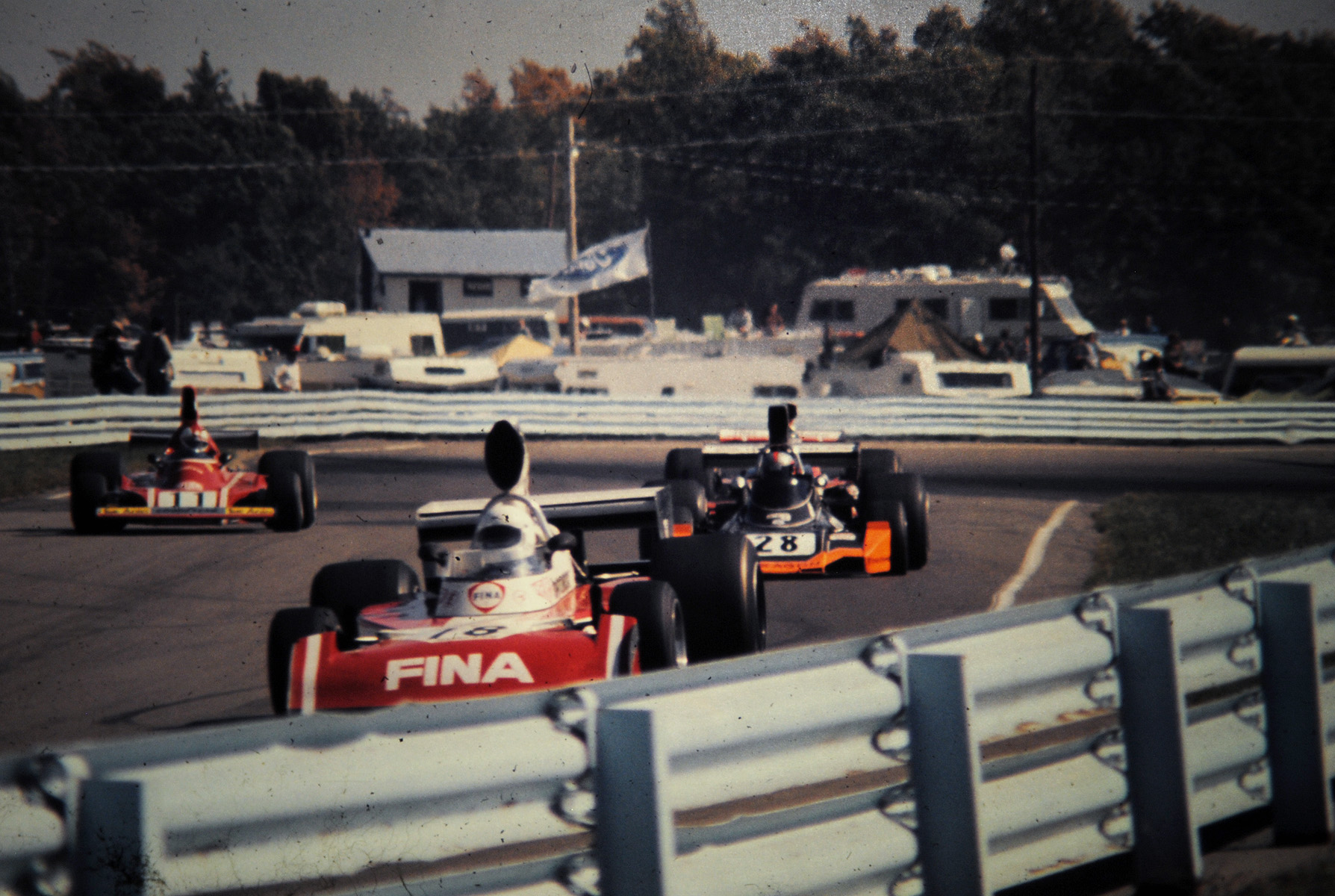
José Dolhem vor Watson und Regazzoni, Watkins Glen, 1974
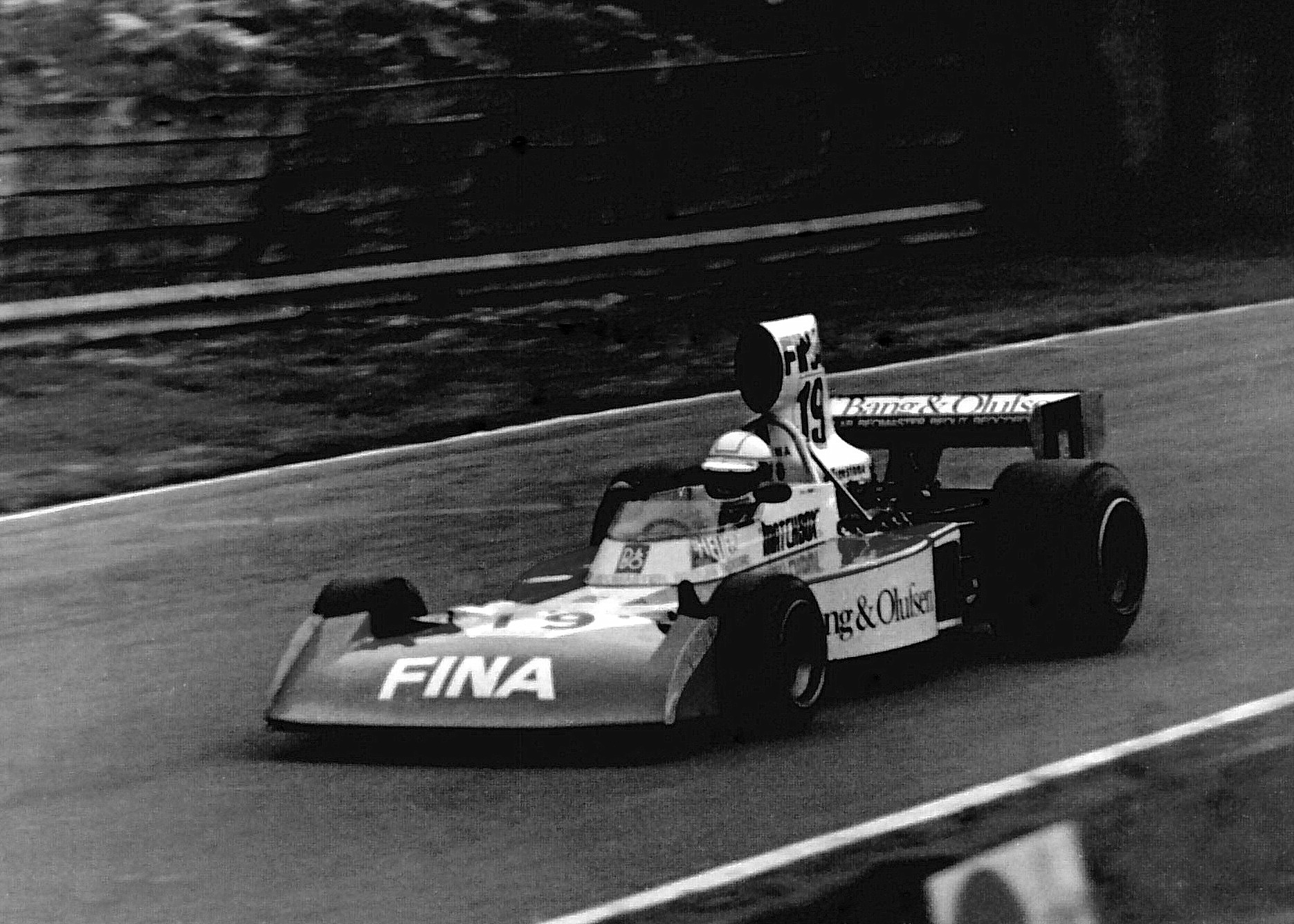
Jochen Mass im TS16 in Brands Hatch, 1974
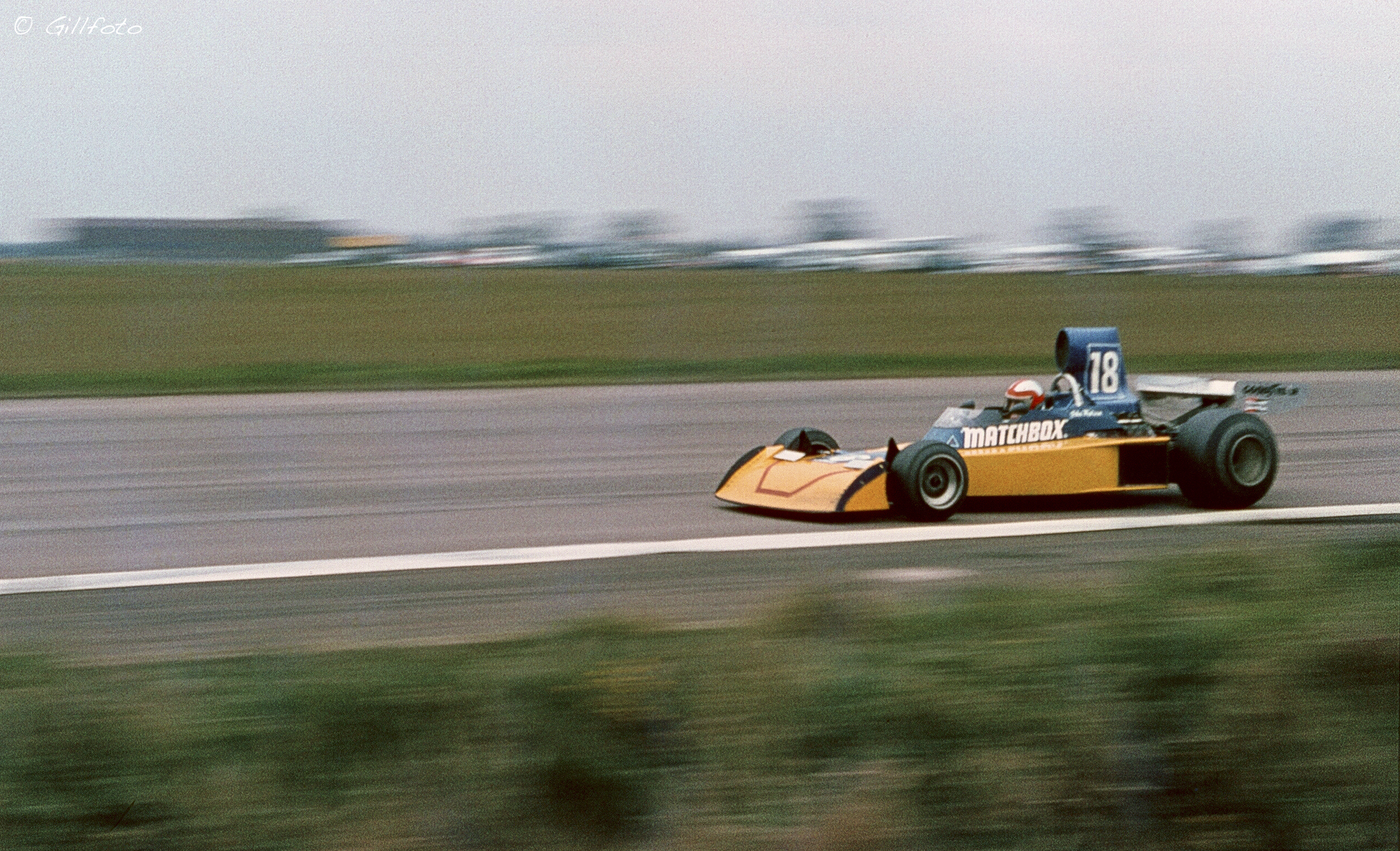
John Watson im TS16, Silverstone, 1975

## Ergebnisse

### Statistik in der Automobil-Weltmeisterschaft
Diese Statistik umfasst alle Ergebnisse von Fahrern, die mit einem TS16-Chassis an Rennen der Automobil-Weltmeisterschaft teilnahmen, die heutzutage als Formel-1-Weltmeisterschaft bezeichnet wird.
| Fahrer                | Nr.                  | 1   | 2  | 3   | 4   | 5   | 6   | 7   | 8   | 9   | 10  | 11  | 12  | 13  | 14  | 15  | 16 | Punkte | Rang |
| --------------------- | -------------------- | --- | -- | --- | --- | --- | --- | --- | --- | --- | --- | --- | --- | --- | --- | --- | -- | ------ | ---- |
| Formel-1-Saison 1974  | Formel-1-Saison 1974 |     |    |     |     |     |     |     |     |     |     |     |     |     |     |     |    | 3      | 11.  |
| Carlos Pace           | 18                   | DNF | 4  | 11  | 13  | DNF | DNF | DNF |     |     |     |     |     |     |     |     |    | 3      | 11.  |
| José Dolhem           | 18                   |     |    |     |     |     |     |     |     | DNQ |     |     |     |     |     | DNF |    | 3      | 11.  |
| Derek Bell            | 18                   |     |    |     |     |     |     |     |     |     | DNQ | 11  | DNQ | DNQ | DNQ |     |    | 3      | 11.  |
| Jochen Mass           | 19                   | DNF | 17 | DNF | DNF | DNF | DNS | DNF | DNF | DNF | 14  | DNF |     |     |     |     |    | 3      | 11.  |
| Jean-Pierre Jabouille | 19                   |     |    |     |     |     |     |     |     |     |     |     | DNQ |     |     |     |    | 3      | 11.  |
| José Dolhem           | 19                   |     |    |     |     |     |     |     |     |     |     | DNQ |     |     |     |     |    | 3      | 11.  |
| Helmuth Koinigg       | 19                   |     |    |     |     |     |     |     |     |     |     |     |     |     | 10  | DNF |    | 3      | 11.  |
| Leo Kinnunen          | 23                   |     |    |     |     |     |     |     |     |     |     |     |     | DNQ |     |     |    | 3      | 11.  |
| Dieter Quester        | 30                   |     |    |     |     |     |     |     |     |     |     |     | 9   |     |     |     |    | 3      | 11.  |
| Leo Kinnunen          | 43                   |     |    |     |     |     |     | DNF |     | DNQ | DNQ |     | DNQ |     |     |     |    | 3      | 11.  |
| Leo Kinnunen          | 44                   |     |    |     |     | DNQ |     |     |     |     |     |     |     |     |     |     |    | 3      | 11.  |
| Formel-1-Saison 1975  | Formel-1-Saison 1975 |     |    |     |     |     |     |     |     |     |     |     |     |     |     |     |    | 0      | NC   |
| John Watson           | 18                   | DSQ | 10 | DNF | 8   | DNF | 10  | 16  | DNF | 13  | 11  |     | 10  |     |     |     |    | 0      | NC   |
| Dave Morgan           | 19                   |     |    |     |     |     |     |     |     |     | 18  |     |     |     |     |     |    | 0      | NC   |
| Formel-1-Saison 1976  | Formel-1-Saison 1976 |     |    |     |     |     |     |     |     |     |     |     |     |     |     |     |    | 7      | 10.  |
| Divina Galica         | 13                   |     |    |     |     |     |     |     |     | DNQ |     |     |     |     |     |     |    | 7      | 10.  |

| Legende  | Legende            | Legende                                                          |
| Farbe    | Abkürzung          | Bedeutung                                                        |
| -------- | ------------------ | ---------------------------------------------------------------- |
| Gold     | –                  | Sieg                                                             |
| Silber   | –                  | 2. Platz                                                         |
| Bronze   | –                  | 3. Platz                                                         |
| Grün     | –                  | Platzierung in den Punkten                                       |
| Blau     | –                  | Klassifiziert außerhalb der Punkteränge                          |
| Violett  | DNF                | Rennen nicht beendet (did not finish)                            |
| Violett  | NC                 | nicht klassifiziert (not classified)                             |
| Rot      | DNQ                | nicht qualifiziert (did not qualify)                             |
| Rot      | DNPQ               | in Vorqualifikation gescheitert (did not pre-qualify)            |
| Schwarz  | DSQ                | disqualifiziert (disqualified)                                   |
| Weiß     | DNS                | nicht am Start (did not start)                                   |
| Weiß     | WD                 | zurückgezogen (withdrawn)                                        |
| Hellblau | PO                 | nur am Training teilgenommen (practiced only)                    |
| Hellblau | TD                 | Freitags-Testfahrer (test driver)                                |
| ohne     | DNP                | nicht am Training teilgenommen (did not practice)                |
| ohne     | INJ                | verletzt oder krank (injured)                                    |
| ohne     | EX                 | ausgeschlossen (excluded)                                        |
| ohne     | DNA                | nicht erschienen (did not arrive)                                |
| ohne     | C                  | Rennen abgesagt (cancelled)                                      |
| ohne     | keine WM-Teilnahme |                                                                  |
| sonstige | P/fett             | Pole-Position                                                    |
| sonstige | 1/2/3/4/5/6/7/8    | Punktplatzierung im Sprint-/Qualifikationsrennen                 |
| sonstige | SR/kursiv          | Schnellste Rennrunde                                             |
| sonstige | *                  | nicht im Ziel, aufgrund der zurückgelegten Distanz aber gewertet |
| sonstige | ()                 | Streichresultate                                                 |
| sonstige | unterstrichen      | Führender in der Gesamtwertung                                   |

### Statistik bei Formel-1-Rennen ohne Weltmeisterschaftsstatus
Diese Statistik umfasst alle Teilnahmen von Fahrern mit dem TS16 an Formel-1-Rennen ohne Weltmeisterschaftsstatus.
| Saison | Fahrer      | 1   | 2   | 3   |
| ------ | ----------- | --- | --- | --- |
| 1974   |             | PRE | ROC | INT |
| 1974   | Carlos Pace | 9   |     |     |
| 1974   | Jochen Mass | 4   | DNS | 2   |
| 1975   |             | ROC | INT | SUI |
| 1975   | John Watson | 2   | 4   | 5   |